# Marais de la Fondial
Marais de la Fondial este o arie protejată (sit de importanță comunitară — SCI) din Franța întinsă pe o suprafață de 25,5 ha, integral pe uscat.

## Localizare
Centrul sitului Marais de la Fondial este situat la coordonatele 45°00′15″N 1°40′18″E / 45.00417°N 1.67167°E.

## Înființare
Situl Marais de la Fondial a fost declarat arie specială de conservare în baza directivei 92/43 din 1992 referitoare la conservarea habitatelor naturale și a faunei și florei sălbatice pentru a proteja 3 specii de animale.

## Biodiversitate
Situată în ecoregiunea atlantică, aria protejată conține 6 habitate naturale: Ape stătătoare oligotrofe până la mezotrofe, cu vegetație de Littorelletea uniflorae și/sau de Isoëto-Nanojuncetea, Mlaștini alcaline, Păduri aluvionare cu Alnus glutinosa și Fraxinus excelsior (Alno-Padion, Alnion incanae, Salicion albae), Liziere de ierburi înalte hidrofile de câmpie și de nivel montan până la alpin, Lacuri eutrofice naturale cu vegetație de tip Magnopotamion sau Hydrocharition, Cursuri de apă de la nivel de câmpie la nivel montan, cu vegetație Ranunculion fluitantis și Callitricho-Batrachion.
La baza desemnării sitului se află mai multe specii protejate de  nevertebrate (3): Coenagrion mercuriale, fluturele purpuriu (Lycaena dispar), Vertigo moulinsiana.
Pe lângă speciile protejate, pe teritoriul sitului au mai fost identificate 9 specii de plante, 3 specii de păsări, 13 specii de nevertebrate.